# توقيت جبل طارق
تستخدم جبل طارق التوقيت القياسي أو توقيت وسط أوروبا (ت ع م+01:00) والتوقيت الصيفي أو التوقيت الصيفي لأوروبا الوسطى (ت ع م+02:00).

## قبل عام 1982
حتى عام 1982، كانت جبل طارق تستخدم ت ع م+01:00 على مدار السنة. وضعها هذا في المنطقة الزمنية لإسبانيا المجاورة لمدة 5 أشهر وفي منطقة المملكة المتحدة لمدة 7 أشهر من التوقيت الصيفي البريطاني. في عام 1982، تغير جبل طارق لاستخدام توقيت وسط أوروبا على مدار السنة، مما جعلها منسجمةً تماماً مع إسبانيا.

## قاعدة بيانات المنطقة الزمنية
تحتوي قاعدة بيانات المنطقة الزمنية على منطقة زمنية واحدة لجبل طارق في علامة التبويب، تسمى Europe/Gibraltar.
يشير هذا إلى المنطقة التي تحتوي على رمز البلد أيزو 3166-1 حرفي-2 "GI".